# Catasticta apaturina
Catasticta apaturina is een vlinder uit de onderfamilie Pierinae van de familie van de witjes (Pieridae). De wetenschappelijke naam van de soort werd in 1901 gepubliceerd door Arthur Gardiner Butler.

## Ondersoorten
- Catasticta apaturina apaturina
- Catasticta apaturina citra
- Catasticta apaturina supraturina
- Catasticta apaturina subturina